# إلين ألجروين
إلين ألجروين (بالسويدية: Ellen Allgurin) مواليد 10 مايو 1994 في السويد، هي لاعبة كرة مضرب سويدية. أعلى تصنيف لها في الفردي كان 362. أعلى تصنيف لها في الزوجي كان 588.

## النهائيات

### الفردي (2–5)
| الحصيلة | الرقم | التاريخ        | الدورة             | الأرضية | المنافس            | النتيجة       |
| ------- | ----- | -------------- | ------------------ | ------- | ------------------ | ------------- |
| الوصافة | 1.    | 29 أكتوبر 2012 | ستوكهولم، السويد   | صلبة    | يلينا أوستابينكو   | 1–6, 3–6      |
| الوصافة | 2.    | 18 فبراير 2013 | هلسينغبورغ، السويد | سجاد    | يلينا أوستابينكو   | 2–6, 6–7(3–7) |
| الفوز   | 1.    | 25 مارس 2013   | أنطاليا، تركيا     | صلبة    | شانتال شكاملوفا    | 6–0, 3–6, 6–2 |
| الوصافة | 3.    | 1 أبريل 2013   | أنطاليا، تركيا     | صلبة    | فيكتوريجا غولوبيتش | 4–6, 2–6      |
| الوصافة | 4.    | 6 مايو 2013    | باشتاد، السويد     | ترابية  | يساليني بونافنتور  | 1–6, 2–6      |
| الوصافة | 5.    | 6 أكتوبر 2014  | كيرنز، أستراليا    | صلبة    | أياكا أوكانو       | 1–6, 5–7      |
| الفوز   | 2.    | 13 أكتوبر 2014 | توومبا، أستراليا   | صلبة    | جيسيكا مور         | 6–1, 6–3      |

## روابط خارجية
- إلين ألجروين على موقع رابطة محترفات التنس (الإنجليزية)
- إلين ألجروين على موقع الاتحاد الدولي لكرة المضرب (الإنجليزية)
- إلين ألجروين على موقع كأس بيلي جين كينغ (الإنجليزية)
- إلين ألجروين على موقع خلاصة التنس.كوم (الإنجليزية)
- إلين ألجروين على موقع إي إس بي إن.كوم (الإنجليزية)